# Ссервадда, Стивен
Стивен Ссервадда (фр. Steven Sserwadda; род. 28 августа 2002, Кампала) — угандский футболист, полузащитник клуба «Нью-Йорк Ред Буллз» и сборной Уганды.

## Клубная карьера
Ссервадда — воспитанник клуба «Кампала Сити Коунсил». В 2018 году он дебютировал в чемпионате Уганды. 30 сентября 2021 года Ссервадда подписал контракт с дублёрами американского «Нью-Йорк Ред Буллз». 15 октября в матче против Тампа-Бэй Раудис он дебютировал в USL. 23 июня 2022 года в поединке Открытого кубка США против «Нью-йорк Сити» Стивен дебютировал за основной состав. 1 июля в матче против «Атланта Юнайтед» он дебютировал в MLS. 

## Международная карьера
В 2021 году в составе молодёжной сборной Уганды Ссервадда принял участие в молодёжном Кубке Африки в Мавритании. На турнире он сыграл в матчах против команд Мозамбика, Камеруна, Мавритании, Буркина-Фасо, Туниса и Ганы. В поединках против мозамбикцев и мавританцев Стивен забил по голу.
25 марта 2022 года в товарищеском матче против сборной Таджикистана Ссервадда дебютировал за сборную Уганды.